# 興城西站
兴城西站是京哈铁路秦沈客专段上的一座铁路车站，位于中华人民共和国辽宁省葫芦岛市兴城市羊安满族乡的铁路车站，始建于2017年，2023年6月30日开通启用。

## 车站介绍
兴城西站是为配合秦沈客专能力加强工程而开始修建，于2017年3月开工，总占地面积200亩左右，站房综合楼建筑面积6000平方米。车站位于京哈线414千米处，下行方向距葫芦岛北站21千米，距沈阳北站287千米；上行方向距绥中北站38千米，距山海关站101千米。

## 车站规模
兴城西站总占地面积200亩左右，站房综合楼建筑面积5999.47㎡；建筑层为2层，首层4112.37㎡，二层1887.10㎡；中间候车厅地上一层，建筑高度19.175m；两侧地上二层（局部地下一层），建筑高度10.25m；首层层高5.1m，二层层高4.8m，地下一层消防泵房5.0m。站台面面积9693平方米、站前广场面积66666.67平方米。兴城西站设5道2个旅客站台，包括一座侧式站台和一座岛式站台，站台编号1-3。站台与站房间设有8米宽旅客天桥1座。

## 历史沿革
2015年，根据《中国铁路总公司关于秦沈铁路客运专线能力加强工程可行性研究报告的批复》和《中国铁路总公司关于秦沈铁路客运专线能力加强工程初步设计的批复》，批准秦沈客运专线兴城西站建设。兴城西站车站主站房部分由中铁九局集团有限公司负责施工建设，站前广场等配套工程部分由兴城市政府负责建设。
2018年7月底，兴城西站候车大厅、售票大厅、出站口、站台、站台雨棚、连廊等工程主体完工；
2018年12月，兴城西站进行室内外装修。主体工程于2019年6月底竣工。
2019年4月，兴城西站配套建设项目开工，包括道路、广场、停车场、绿地、景观照明、综合服务楼等工程建设。
2019年9月，兴城西站广场配套工程及广场路基已基本完成，绿化微地形已完成3处堆积，服务楼正在进行内部装修，喷泉地形挡墙基本完成，架空平台浇筑已完工。
2019年12月，兴城西站广场配套设施架空平台电梯安装完成。
2020年，受2019冠状病毒病疫情影响，兴城西站建设进度被当地政府搁置。
2021年5月26日，兴城西站完成道岔插入施工。
2023年6月30日，随国家铁路集团实施2023年度三季度运行图，兴城西站开通启用。